# Johannes Kempe

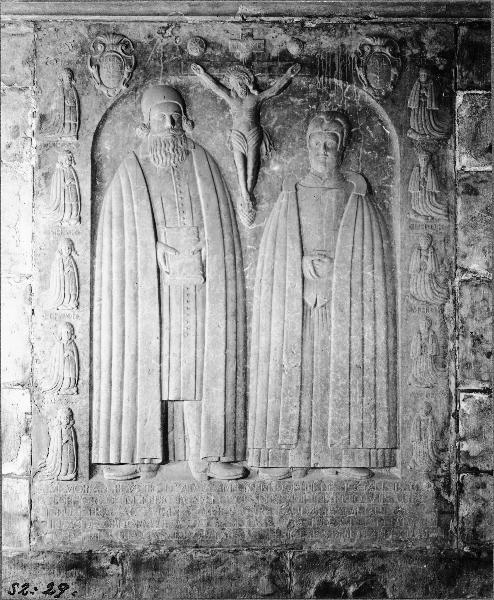
Gravhäll i Skara domkyrka.

Johannes Christofer Kempe, född 13 juni 1596 i Nya Lödöse, död 6 november 1673, var biskop i Skara stift från 1655 till sin död.
Kempe var son till Christofer Kempe, en förmögen handelsman, och Karin Nilsdotter. Han studerade i Skara 1611–1615 och därefter vid Leucorea i
Wittenberg där han promoverades till filosofie magister den 26 september 1620. Efter hemkomsten prästvigdes han av biskop Sveno Svenonis 1621. Han företog en resa till Leiden för studier och förordnades 1627 till rektor vid Skara skola. Han utnämndes till riksdagsman 1639 och pastor i Fågelås 1642. På stiftets enhälliga kallelse utnämndes han den 1 juni 1655 till biskop och intog säte i konsistorium den 1 augusti samma år. 
Han gifte sig 1628 med Johanna, dotter till biskop Sveno. Deras söner var Christofer (f. 1629 d. 29 juni 1676, pastor i Fågelås, gift med Ingrid Örnevinge f. 17 juli 1629 d. 1677), Petrus (student vid Uppsala universitet när han mördades 1650), Sven (handelsman i Stockholm), Daniel och Johannes (rådman i Skara). Deras döttrar var Margareta, Johanna, Christina och Anna.
Han och hustrun är begravna i Skara domkyrka.